# Rodi natiu
El rodi natiu és un mineral de la classe dels elements natius.

## Característiques
El rodi natiu és l'ocurrència natural del rodi, amb fórmula química (Rh,Pt). Cristal·litza en el sistema isomètric en forma de cristalls subèdrics de fins a 200 micres. La seva duresa a l'escala de Mohs és 3,5.
Segons la classificació de Nickel-Strunz, el rodi natiu pertany a «01.AF: Metalls i aliatges de metalls, elements del grup del platí» juntament amb els següents minerals: osmi, ruteniridosmina, ruteni, iridi, pal·ladi, platí.

## Formació i jaciments
Va ser descobert l'any 1974 a Stillwater, a l'estat de Montana (Estats Units). També se n'ha trobat a Fox Gulch (Alaska, Estats Units), Webster-Balsam (Carolina del Nord, Estats Units), Alseda (Suècia), Kropotkinsky (Rússia), Luobusha (Xina), Shelly i el riu Wilson (Austràlia) i a diversos indrets de Sud-àfrica.